# Transports en commun d'Angers
Le réseau de transports en commun angevins est organisé par la communauté urbaine Angers Loire Métropole. Commercialisé sous la marque Irigo, il est composé d'un réseau de bus, d'autocars péri-urbains et de trois lignes de tramway. Les transports en commun angevins sont gérés par délégation de service public (DSP) par le groupe RATP Dev depuis le 1er juillet 2019, après 40 années passées sous la tutelle de Keolis. Le réseau couvre le territoire de la communauté urbaine d'Angers Loire Métropole soit 29 communes et environ 300 000 habitants.

## Histoire
Après plus de 20 ans de tractations avec des entrepreneurs de transport, la ville d'Angers concède un premier système de transport en commun en 1896. Il s'agit d'un réseau de tramways électriques composé de deux lignes suburbaines (Erigné et Trélazé) auxquelles s'ajoutent rapidement six lignes urbaines. La première société d'exploitation du réseau porte le nom de « Compagnie des tramways électriques d'Angers ».
Cependant, cet ancien réseau est incohérent, les lignes trop courtes et les passages trop rares. De plus, le matériel vieillissant est sujet à de fréquentes avaries. Le développement de l’automobile altère encore un peu plus la qualité du service en encombrant les rues étroites où circule le tramway. Julien Gracq en parle en ces termes : « Petits, malingres, hauts sur roues, desservant un réseau peu fourni, je n'ai jamais pu faire grand cas des tramways angevins : ceux de Nantes, plus longs, mieux carénés, d'une couleur avenante de beurre frais (…) me firent tout de suite auprès d'eux l'effet d'une locomotive de rapide. »
Après un essai en 1925, une première desserte de ligne urbaine par autobus est expérimentée à partir de 1930. Ceux-ci sont jugés plus rapides et plus confortables et en 1934 s'ouvrent les premières lignes urbaines régulières desservies uniquement par des autobus. Le journal L’Ouest écrit : « Le tramway, c'est un mode de transport d'un autre âge, et non seulement pour sa vitesse, qui est inexistante, mais aussi bien pour son manque de confort. Vous avez vu combien nous sommes secoués, dans un bruit assourdissant de vitres et de ferrailles ! Les autobus, au contraire, sont légers et d'une douceur fort agréable. » La dernière ligne de tramway sera abandonnée en 1949.
En 1965, la Compagnie des tramways électriques d'Angers, concessionnaire du réseau, prend le nom de « Compagnie des Transports angevins ». En 1968, l'organisation des transports en commun urbains n'est plus de la compétence de la ville d'Angers mais du district urbain d'Angers nouvellement créé. Le contrat de concession d'exploitation à la Compagnie des transports angevins reste cependant valable jusqu'en 1970. À la date d'échéance, une nouvelle concession est accordée à un nouvel opérateur, la « Société des transports urbains du district d'Angers » (STUDA). Le réseau s'étendant sur des communes périphériques n'adhérant pas au district urbain, un Syndicat mixte pour les transports urbains de l'agglomération angevine (SMTUAA) est créé en 1976 pour organiser les transports en commun sur l'ensemble du territoire desservi. Il regroupe les onze communes du District urbain d'Angers et les communes d'Écouflant, de Mûrs-Erigné et des Ponts-de-Cé.
En 1979 la STUDA est remplacée par un nouveau concessionnaire qui reprend le nom de Compagnie des transports angevins, identifié par l'acronyme COTRA.
En 1991, à la suite de l'adhésion de nouvelles communes au district urbain d'Angers, et à l'occasion d'une réorganisation profonde du réseau exploité par la COTRA, les statuts du SMTUAA sont modifiés et ses compétences élargies : il définit la politique générale des transports (création d'infrastructures, renouvellement de matériels roulants, tarifs...), il assure les financements des investissements nécessaires à l'exploitation et il contrôle les délégataires qui exploitent le réseau (COTRA). Le SMTUAA prend alors le nom de Syndicat des transports angevins (SYTRA). De 1994 à 1997, une grande partie des communes membres du SYTRA adhère directement au district urbain d'Angers qui se transforme en communauté d'agglomération en 2001. À cette date, le SYTRA n'est plus composé que de la communauté d'agglomération d'Angers et de la commune des Ponts-de-Cé. Quand cette dernière commune adhère à la communauté d'agglomération d'Angers en 2005, le SYTRA n'a plus lieu d'être et est dissous. La compétence de transport en commun d'Angers est alors exercée en propre par la communauté d'agglomération d'Angers qui prend cette même année le nom d'Angers Loire Métropole.
Le 25 juin 2011, les transports en commun angevins sont complétés par un nouveau tramway d'Angers et le réseau prend la dénomination commerciale Irigo.
Le 8 juillet 2023, le nouveau réseau est lancé avec des animations dans les quartiers Momplaisir et Belle Beille desservis dorénavant par les nouvelles lignes B et C du tramway. Aussi jusqu’au vendredi 14 juillet le reseau Bus/ tram Irigo était gratuit . Avec les 2 nouvelles lignes de Tram les lignes de bus ont été réorganisées.

## Lignes de bus et de tramways

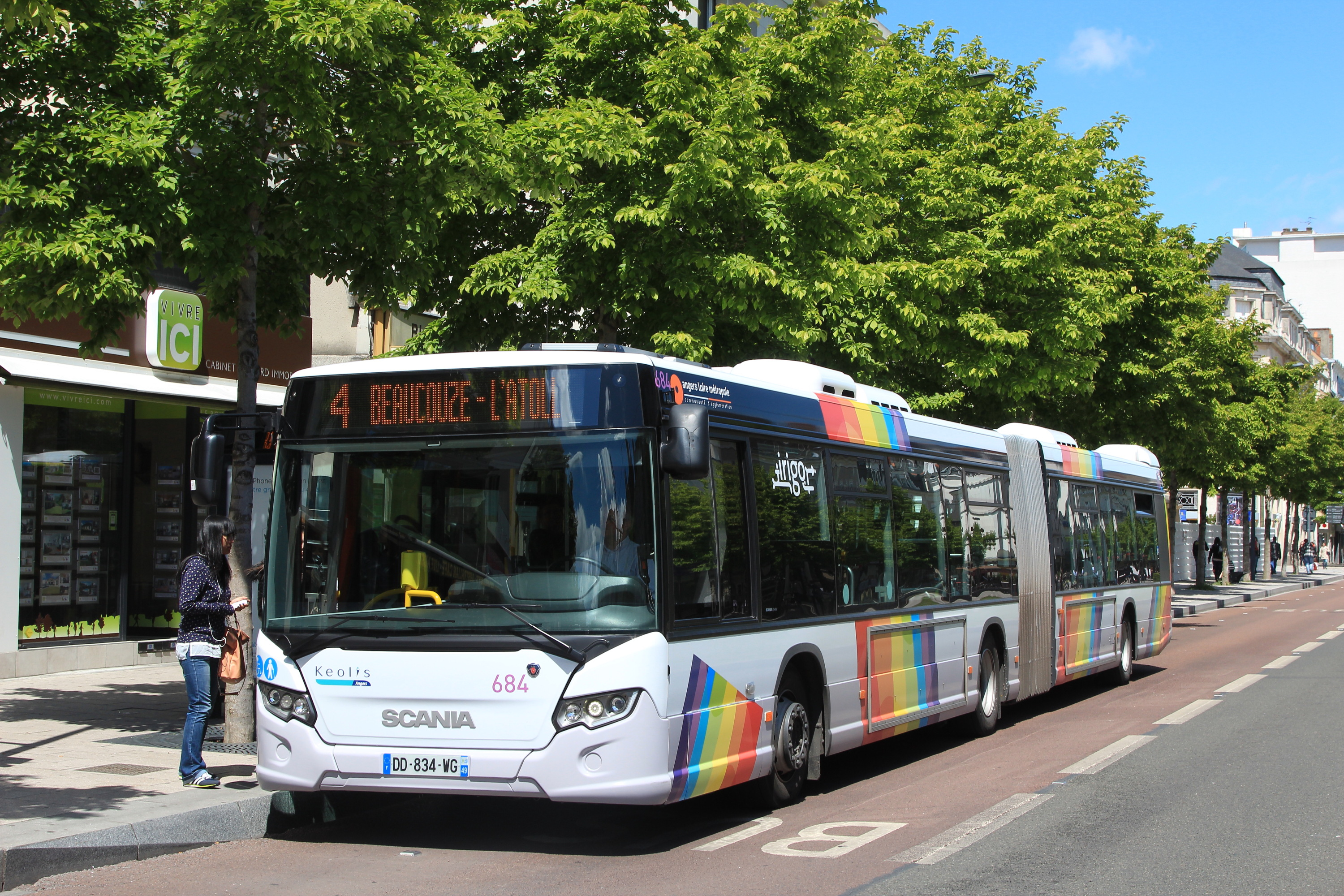
Bus articulé du réseau, Boulevard Foch.

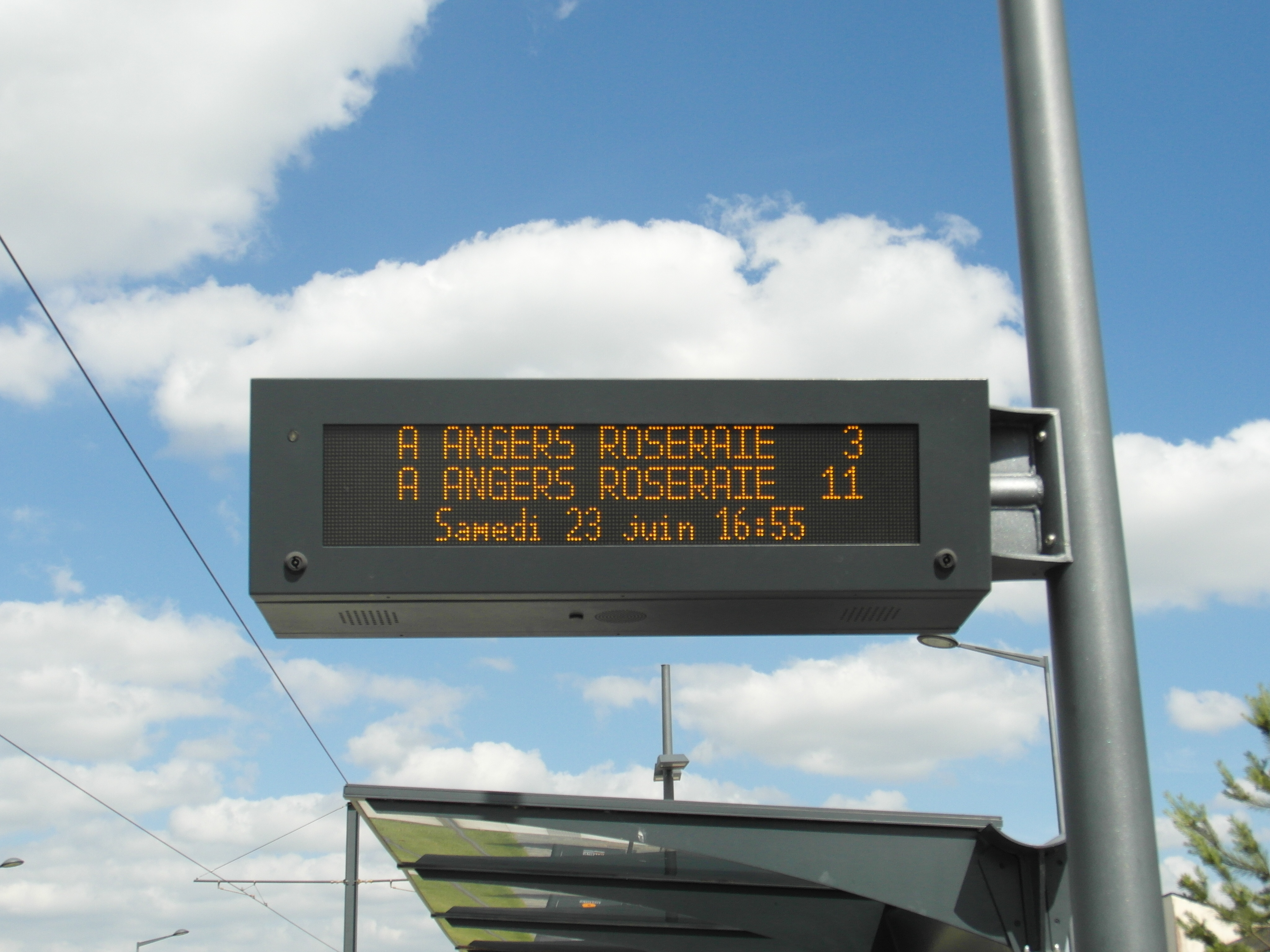
Signalétique de temps d'attente dans les stations de tramway.

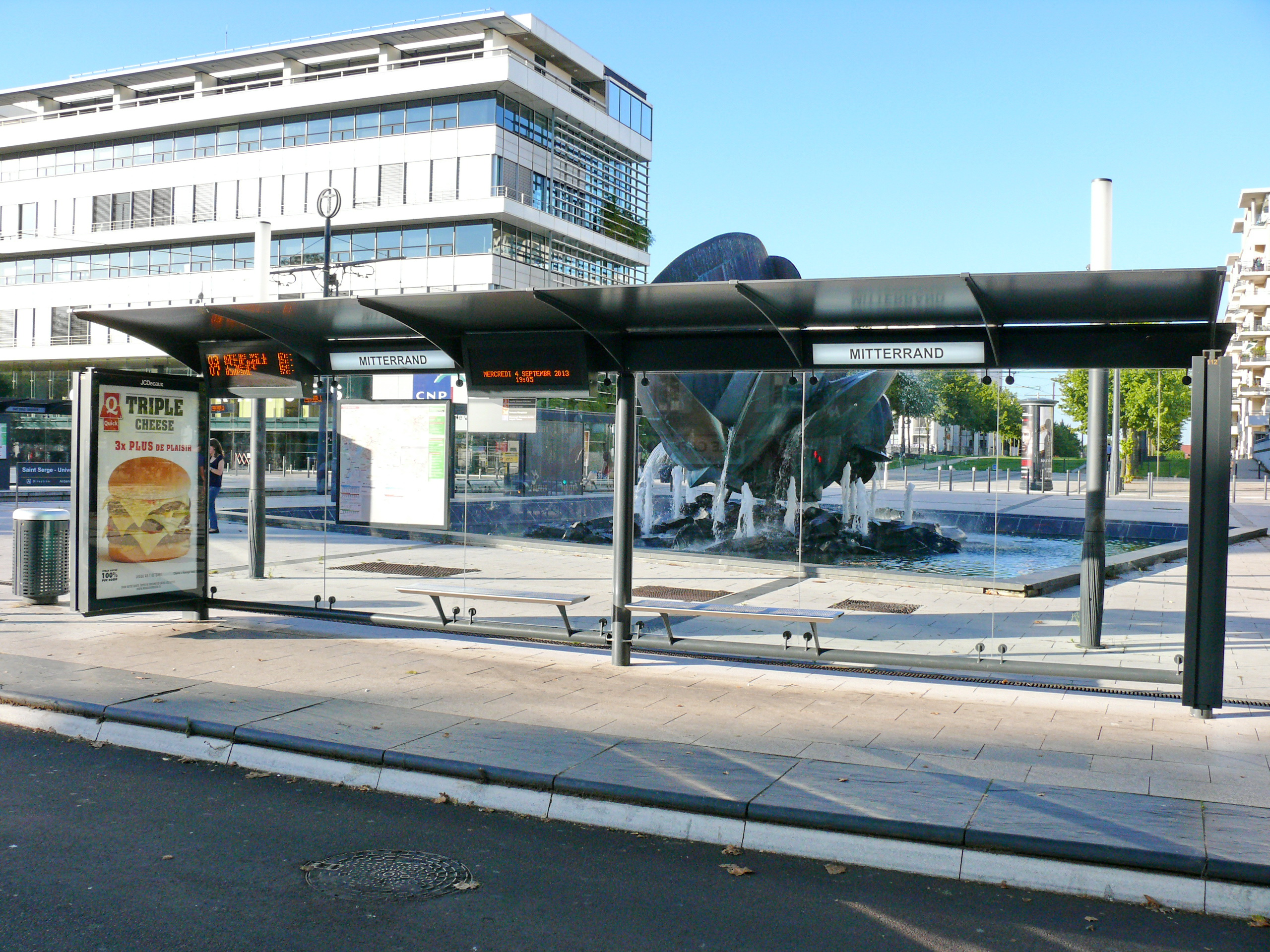
Mobilier urbain de l'ancien arrêt Mitterrand.

Au 25 juin 2011, les transports en commun angevins sont composés d'une ligne de tramway, de 13 lignes de bus urbaines et de douze lignes suburbaines. 5 lignes appelées IrigoTaxi (anciennement COTRAxi) permettent une desserte à la demande de certaines zones rurales de l'agglomération.
La fréquentation de la ligne A du tramway est estimée à 36 000 voyageurs par jour. Une deuxième ligne de tramway est prévue pour la fin des années 2010. Elle reprendrait le tracé de l'actuelle ligne de bus 1 entre le quartier de Monplaisir et le campus de Belle-Beille.
En 2009, il a été envisagé qu'une ligne de tram-train entre Angers et Trélazé voie le jour à l'horizon 2013. Ce projet a été refusé, et en compensation, une gare à la frontière Trélazé/Saint-Barthélèmy est construite, avec arrêts des TER Pays-de-Loire de la ligne Angers - Saumur, reliant le nord de Trélazé à Angers en 4 minutes seulement. L'ouverture a finalement lieu le 9 décembre 2018.
Les lignes du réseau de transport se rencontrent à deux principaux endroits de la ville :
- La gare d'Angers-Saint-Laud est desservie par les arrêts Gare Brémont, Gare Sémard, Gare Papin et la station de tramway Les Gares.
- Le boulevard Foch est le lieu de passage de plusieurs lignes de bus et de la ligne du tramway. Les stations Foch-Haras, Foch/Saint-Aubin et Foch-Maison Bleue offrent de multiples correspondances entre les lignes.

### Nom commercial et identité visuelle
Depuis le 25 juin 2011, avec la mise en service du tramway, l'identité du réseau Cotra a été délaissée au profil de la marque commerciale IRIGO

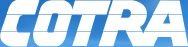
Logo de la COTRA jusqu'en 2011.
Logo à partir de 2011.
Logo actuel (depuis le 9 juillet 2015).

### Fréquentation
En 2011 (année de mise en service du tramway), le réseau Irigo a enregistré 27,73 millions de voyages (dont 0,66 million pour le réseau suburbain, assuré par des autocars de compagnies sous-traitantes), contre 25,98 millions en 2010 et 26,84 millions (ou 26,91 millions) en 2009. Le réseau a donc retrouvé en 2011 la fréquentation de 2008 (27,66 millions), première année des travaux du tramway. Sur l'année scolaire 2011/2012, le réseau a franchi la barre des 30 millions de voyageurs.
En 2012, première année complète d'exploitation du nouveau réseau avec le tramway, plus de 30,5 millions de voyages ont été enregistrés sur l'ensemble du réseau, soit une augmentation de 10 % par rapport à l'année précédente. Le réseau suburbain compte pour 726 618 voyageurs. A cette date, le réseau comptait 1585 points d'arrêts dont 25 pour le tram et a produit 10 248 723 km.
EN 2013, le réseau totalisa 32,9 millions de voyages annuels, dont 8,37 millions pour la seule ligne de tramway.
En 2016, le réseau a enregistré plus de 36,6 millions de voyages, dont 1,32 pour le réseau suburbain.
En 2017, 37,6 millions de voyages ont été effectués sur le réseau de transport public d’Angers Loire Métropole, dont 9,48 sur le tramway. En 2018, ces chiffres sont en augmentation avec respectivement 39 et 10 millions de voyages.
Néanmoins, le taux de fraude est en forte croissance depuis l'arrivée du tramway, de l'ordre de 2,6 % en 2012 contre 8,5 % à mi-2017. Le nombre d'agressions (physiques ou non, caillassages, etc) reste relativement faible et n'est pas le fruit que de quartiers sensibles (le centre-ville angevin connaît le plus de problèmes dans ces domaines, suivent les quartiers Nord d'Angers tels Monplaisir, Grand-Pigeon...).
De 2007 à 2023 la fréquentation annuelle du réseau Irigo s'élève aux nombres indiqués dans le tableau ci-dessous.
| Année                           | 2007  | 2008  | 2009  | 2010  | 2011  | 2012  | 2013  | 2014  | 2015  | 2016  |
| ------------------------------- | ----- | ----- | ----- | ----- | ----- | ----- | ----- | ----- | ----- | ----- |
| Nombre de voyages (en millions) | 27,42 | 27,66 | 26,91 | 25,98 | 27,73 | 30,59 | 32,90 | 34,64 | 35,98 | 36,64 |

| Année                           | 2017 | 2018 | 2019  | 2020  | 2021  | 2022  | 2023  |
| ------------------------------- | ---- | ---- | ----- | ----- | ----- | ----- | ----- |
| Nombre de voyages (en millions) | 37,6 | 39,0 | 40,35 | 26,59 | 31,06 | 34,09 | 39,18 |

## Exploitation

### Contrat
De 1979 à 2019, le réseau COTRA, puis Irigo, est exploité, dans le cadre d'une délégation de service public (DSP), par Keolis, pour le compte d'Angers Loire Métropole. Les lignes suburbaines sont sous-traitées par Keolis aux autocaristes œuvrant sur les lignes concernées. Le 1er juillet 2019, RATP Dev succède à Keolis après avoir remporté l'appel d'offres de renouvellement de la DSP,. La nouvelle DSP court pour une durée de six ans. RATP Dev est renouvelé le 8 juillet 2025 pour un nouveau contrat de DSP, commençant le 1er janvier 2026 pour une durée de six ans.

### Personnel
Le personnel du réseau Irigo comptait 608 personnes en 2013, dont 436 conducteurs de bus ou tramway (118 d'entre eux conduisent le tramway ou le bus), contre 544 en 2010.

### Autobus
Le parc comprend environ 170 autobus et 37 rames de tramway. Un des deux bus hybrides commandés a été livré le 5 février 2013.

#### Standards

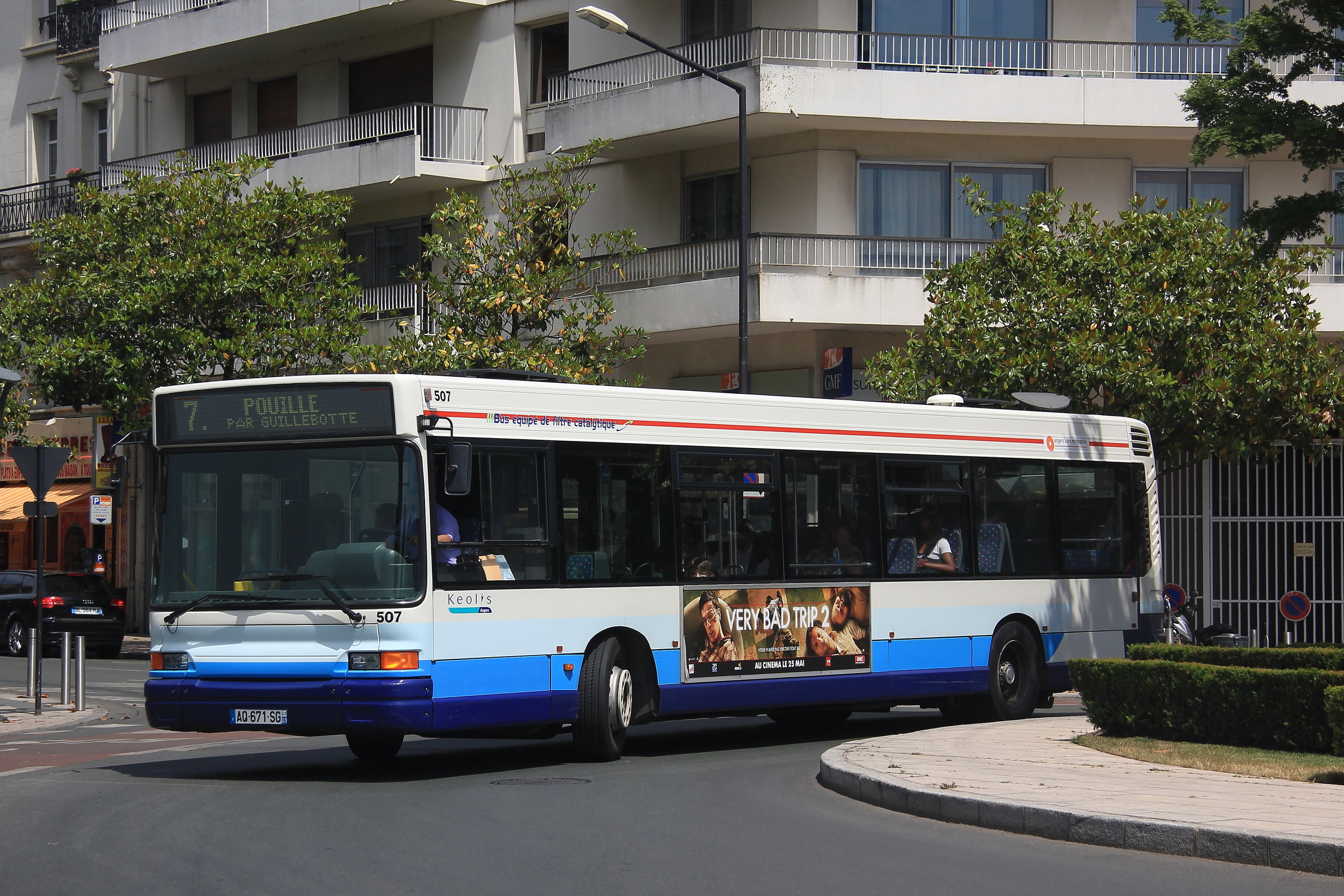
Un autobus standard Heuliez GX317, sur la ligne 7 de l'ancien réseau Cotra.

| Constructeur | Modèle           | Carburant | Nombre | Numérotation  | Années de livraison | Observation       |
| ------------ | ---------------- | --------- | ------ | ------------- | ------------------- | ----------------- |
| Heuliez Bus  | GX 317           | Diesel    | 10     | nos 509 à 518 | 1994 - 1996 et 2003 | Réforme terminée. |
| Heuliez Bus  | GX 327           | Diesel    | 23     | nos 521 à 543 | 2010 et 2013        | En service.       |
| Scania       | OmniCity 12 m    | Diesel    | 52     | nos 412 à 463 | 1998 - 2009         | Réforme en cours  |
| Scania       | Citywide LF 12 m | Diesel    | 23     | nos 801 à 823 | 2015 - 2016         | En service.       |

#### Articulés

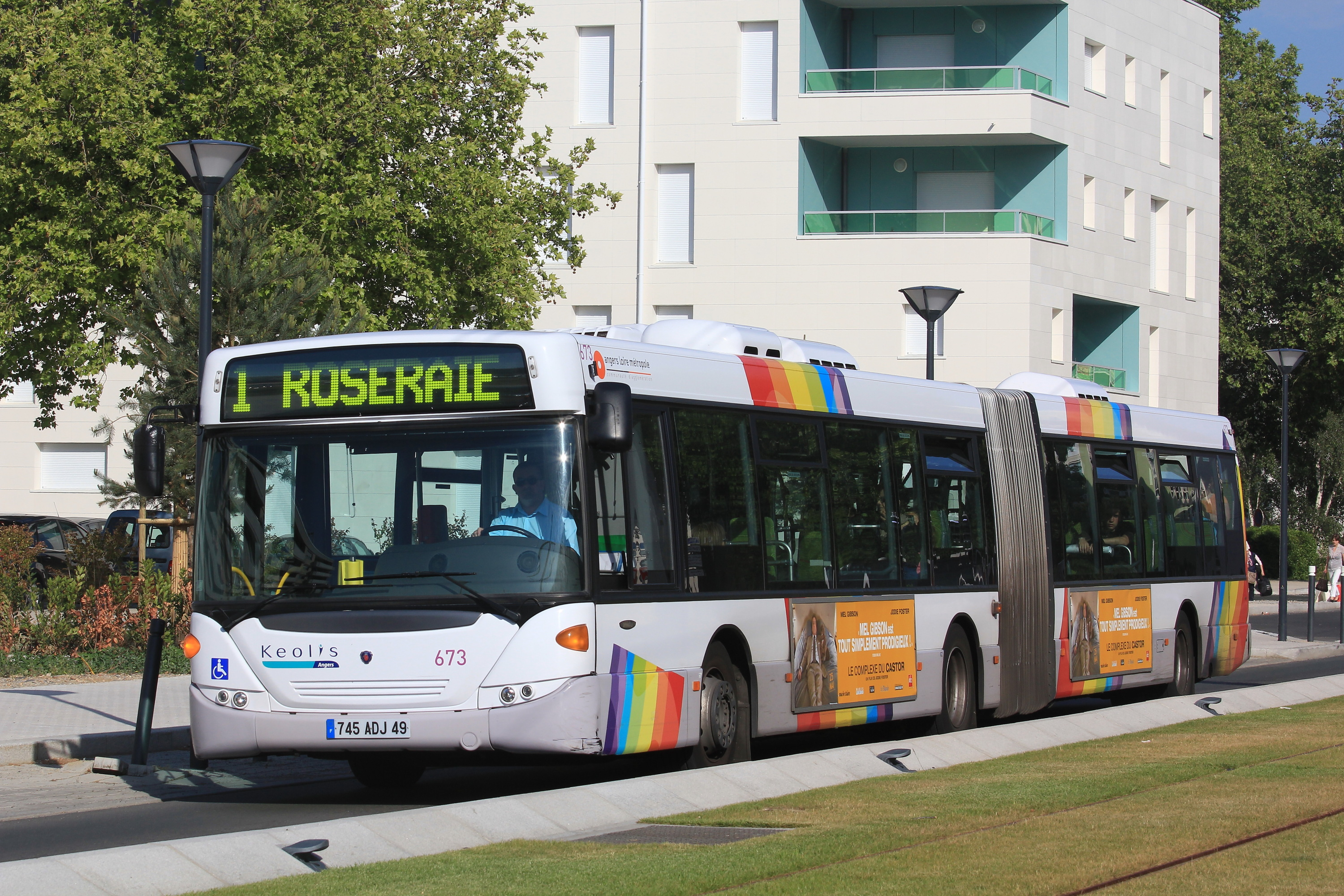
Un autobus articulé Scania Omnicity, sur la ligne 1.

Deux bus hybrides sont commandés par l'agglomération pour évaluer le gain économique de ce nouveau type de matériel.
| Constructeur    | Modèle           | Carburant                 | Nombre | Numérotation                | Années de livraison       | Observation      |
| --------------- | ---------------- | ------------------------- | ------ | --------------------------- | ------------------------- | ---------------- |
| Irisbus         | Agora L          | Diesel                    | 5      | nos 701 à 706 (702 réformé) | 2003                      | Réforme en cours |
| Heuliez Bus     | GX 427           | Hybride Diesel-Électrique | 2      | nos 201 à 202               | 2013                      | En service       |
| MAN Truck & Bus | Lion's City G    | Diesel                    | 23     | nos 601 à 623               | 2009 - 2012               | En service       |
| Scania          | OmniCity 18 m    | Diesel                    | 27     | nos 651 à 677               | 1999 - 2009               | Réforme en cours |
| Scania          | Citywide LF 18 m | Diesel                    | 18     | nos 678 à 695               | 2013 - 2014 - 2016 - 2018 | En service       |

#### Autobus Scania
Le siège social français de Scania et une usine de production de camions sont implantés à Angers depuis 1992, et depuis 1998 une partie du parc d'autobus est renouvelée par des bus de cette marque,. Scania n'hésite pas en 2013 lors du lancement de sa nouvelle gamme de bus Citywide à livrer ses premiers bus à l'agglomération d'Angers. De même des films promotionnels Scania ont été réalisés à Angers. Le réseau étant composé majoritairement de bus Scania, cela permet de filmer des scènes assez facilement avec uniquement des bus Scania en fond.

## Les dépôts
Il existe deux dépôts de bus, un au nord d'Angers (centre de maintenance du tramway) et un sur la commune de Saint-Barthélemy-d'Anjou.
- 1 centre-bus, (CTB, pour Centre Technique Bus) situé à Saint-Barthélemy-d'Anjou. Il est le plus vieux des deux dépôts. La capacité du dépôt est d'environ 180 bus. La maintenance des bus y est faite.
- 1 Centre Technique des Transports (CTT) abritant les 37 rames de tramway, ainsi que 40 bus (20 bus articulés et 20 bus standard) afin d’accélérer la prise de service des conducteurs. Le CTT porte officiellement le nom de centre Raymond Perron, en hommage au conseiller municipal de la ville d'Angers, vice-président de la communauté urbaine Angers Loire Métropole chargé de l'urbanisme et des déplacements de 2001 à 2008[43]. Le soir et le dimanche, tous les bus démarrent leurs services à ce dépôt, ce qui permet de n'utiliser qu'un seul dépôt. Une petite partie du dépôt est réservée à la maintenance des bus pour une utilisation occasionnelle.